# Yu Yangyi
Yu Yangyi, chiń. 余泱漪 (ur. 8 czerwca 1994 w Hubei) – chiński szachista, arcymistrz od 2009 roku.

## Kariera szachowa
W 2004 zdobył w Heraklionie tytuł mistrza świata juniorów do 10 lat. W 2007 podzielił I m. w turnieju Aerofłot Open-C w Moskwie, a w następnym roku powtórzył to osiągnięcie w grupie B (wspólnie z m.in. Wiktorem Kuprejczykiem i Li Chao). W 2009 wypełnił na turniejach w Subic Bay Freeport dwie arcymistrzowskie normy, podczas mistrzostw Azji (na których zdobył brązowy medal, zajmując III m. za Suryą Gangulym i Zhou Weiqi) oraz na turnieju 2nd Subic International Open. W tym samym roku był drugi (za Lê Quang Liêmem) w Lishui, podzielił III m. (za Parimarjanem Negim i Ronaldem Dableo, wspólnie z m.in. Ehsanem Ghaemem Maghamim i Darwinem Laylo) w Kuala Lumpur oraz wystąpił w Pucharze Świata w Chanty-Mansyjsku, w pierwszych dwóch rundach eliminując Siergieja Mowsesjana oraz Mateusza Bartla, ale w trzeciej przegrywając z Maximem Vachierem-Lagrave. W 2011 zwyciężył (wspólnie z Wen Yangiem) w Ho Chi Minh, a w Meszhedzie zdobył tytuł indywidualnego wicemistrza Azji. W 2012 zdobył tytuł wicemistrza Chin, a w Ho Chi Minh – srebrny medal mistrzostw Azji. W 2013 zdobył w Kocaeli złoty medal mistrzostw świata juniorów do 20 lat. W 2014 zdobył w Xinghui tytuł indywidualnego mistrza Chin, a w Szardży – tytuł indywidualnego mistrza Azji. Odniósł również duży sukces w katarskim mieście Doha, samodzielnie zwyciężając w najsilniejszym do tej pory rozegranym turnieju otwartym na świecie – Qatar Masters Open, wyprzedzając m.in. Anisza Giriego i Władimira Kramnika (których w dwóch ostatnich rundach pokonał).
Reprezentant Chin w turniejach drużynowych, m.in.:
- na olimpiadzie szachowej (w roku 2014); dwukrotny medalista: wspólnie z drużyną – złoty (2014) oraz indywidualnie – złoty (2014 – na III szachownicy)[7],
- dwukrotnie na drużynowych mistrzostwach świata (w latach 2011, 2013); trzykrotny medalista: wspólnie z drużyną – dwukrotnie srebrny (2011, 2013) oraz indywidualnie – srebrny (2013 – na V szachownicy)[8],
- dwukrotnie na drużynowych mistrzostwach Azji (w latach 2012, 2014); czterokrotny medalista: wspólnie z drużyną – dwukrotnie złoty (2012, 2014) oraz indywidualnie – srebrny (2012 – na V szachownicy) i brązowy (2014 – na II szachownicy)[9].

Najwyższy ranking w dotychczasowej karierze (stan na marzec 2018) osiągnął 1 stycznia 2018, z wynikiem 2760 punktów zajmował wówczas 13. miejsce na światowej liście FIDE, jednocześnie zajmując 2. miejsce wśród chińskich szachistów.